# Amaury Vassili
Amaury Chotard (Rouen, 8 juni 1989), beter bekend onder zijn artiestennaam Amaury Vassili, is een Franse operazanger.

## Biografie
Amaury Vassili begon op z'n negende met zingen, toen zijn moeder hem inschreef in de plaatselijke muziekschool van Rouen. Op veertienjarige leeftijd nam hij voor het eerst deel aan een concours, met Amsterdam van de Belgische zanger Jacques Brel. Hij won meteen.
In 2007 bracht hij zijn eerste plaat uit, getiteld Nos instants de liberté.
Op vrijdag 4 februari 2011 raakte bekend dat de zanger Frankrijk mocht vertegenwoordigen op het Eurovisiesongfestival 2011 met Sognu, een nummer in het Corsicaans. Hij werd uiteindelijk vijftiende.

## Discografie
- Nos instants de liberté (2006)
- Vincero (2009)
- Cantero (2010)
- Una parte di me (2012)
- Amaury Vassili chante Mike Brant (2014)